# Romain Lissorgue
Romain Lissorgue (23 giugno 1991) è un arbitro di calcio francese.

## Carriera
Dopo aver iniziato la propria carriera arbitrale nelle competizioni giovanili, debutta tra gli amatori nel gennaio 2015 in occasione della gara di Championnat National tra Boulogne e CA Bastia.
La stagione successiva debutta sia in Coppa di Francia che in Ligue 2; mentre nell’agosto 2021 debutta in Ligue 1.